# 太田酒造
太田酒造株式会社（おおたしゅぞう、英文名称Ota Sake Brewing Co.,Ltd.）は、日本酒「道灌」などの製造で知られる酒造会社。栗東市のブルワリーではワインも製造する。本社工場のほか、灘(灘五郷の内の魚崎郷)にも工場を持つ。創業家の草津太田氏は、太田資武の二男正長を始祖とする。明治の初めごろに本格的に酒造りを開始し、酒銘は遠祖の名にちなんで道灌正宗と名付けた。

## 主な商品
- 日本酒
  - 清酒道灌（どうかん）
  - 淡海わか紫（おうみわかむらさき）
- 焼酎
  - 純米焼酎無名不語（なもなくかたらず）
- ワイン
  - 琵琶湖ワイン
  - シャトー・コート・ド・ビワ
  - 延寿酒（えんじゅしゅ：薬用ワイン）
- 梅酒
  - 梅酒びわ湖

## 交通アクセス
- JR琵琶湖線（東海道本線）・JR草津線 草津駅から徒歩13分。
- 同駅からまめバスで道灌蔵（）停留所下車。